# Aylvapoldermolen
Aylvapoldermolen – wiatrak w miejscowości Burgwerd, w gminie Súdwest-Fryslân, w prowincji Fryzja, w Holandii. Pierwszy młyn w tym miejscu został wzniesiony w 1827 r. i był nazywany Molen van de Tjaard. W 1959 r. konstrukcja spłonęła. W 2000 r. przeniesiono w to miejsce wiatrak z miejscowości Hallum, z 1846 r. Wiatrak ma trzy piętra, przy czym powstał na jednopiętrowej bazie. Jego śmigła mają rozpiętość 22,00 m. Służył on głównie do wypompowywania wody przy pomocy śruby Archimedesa.